# Шрек: Медовый месяц
«Шрек: Медо́вый ме́сяц» (англ. Shrek 4-D) — короткометражный компьютерный анимационный фильм киностудии «Dreamworks Pictures», который является продолжением мультфильма «Шрек». Его премьера состоялась 23 мая 2003 года.

## Сюжет
Когда Шрек и принцесса Фиона с помощью Осла пытаются найти отель для новобрачных, где они планируют остановиться на медовый месяц, появляется Телоний и захватывает Фиону, и Шрек и Осёл бросаются в погоню. После того, как Шрек и Осёл отправились на поиски Фионы не местном кладбище, появляется дух лорда Фаркуада, который послал каменную статую Драконихи из своей могилы, чтобы та отправилась за ними и убила их. Настоящая Дракониха прибывает на помощь, что приводит к погоне, заканчивающейся тем, что каменная Дракониха ломает крылья о стенки ямы и падает в воду. Фаркуад отправляет Фиону на плоту падать с водопада (Телоний все ещё на плоту, не понимая, что он должен был сойти), намереваясь убить её, чтобы они могли вместе править подземным миром. Фионе удается освободиться и ударить Телония коленом в пах, в результате чего он падает с плота. Потом прибывают Шрек и Осёл, чтобы спасти её, прежде чем плот рухнет в водопад, но четверо падают в водопад, но их спасает Дракониха, которая затем (по приказу Осла) изрыгает огонь на Фаркуада, снова уничтожая его. Дракониха отвозит Шрека и Фиону в отель для новобрачных, а сама с Ослом отправляется проводить собственный медовый месяц, готовя вафли. Медовый месяц Шрека и Фионы прерывают сказочные существа, но они смирились с этим. Все празднуют после того, как Шрек говорит: «Начинаем наш медовый месяц!». Затем он откупоривает пробку от шампанского, отправляя одну из фей в полёт вместе с пробкой.

## Роли озвучивали
| Актёр           | Роль                     |
| --------------- | ------------------------ |
| Майк Майерс     | Шрек                     |
| Эдди Мёрфи      | Осёл                     |
| Камерон Диаз    | принцесса Фиона          |
| Джон Литгоу     | призрак лорда Фаркуада   |
| Кристофер Найтс | Три слепые мыши          |
| Конрад Вернон   | Пряня                    |
| Коуди Камерон   | Пиноккио / Три поросёнка |
| Саймон Смит     | Телоний                  |